# نيشان النجم اللامع
نيشان النجم اللامع (بالصينية القياسية: 景 星 勳章، وبالصينية المبسطة: 景 星 勋章) هو نيشان مدني تمنحه جمهورية تايوان للمواطنين التايوانيين وغير التايوانيين تقديرا للمساهمات البارزة في تنمية الأمة. أنشئ نيشان النجم اللامع في عام 1941، وتسمية النجم اللامع مستوحاة من سجلات سجلات أحد المؤرخين الصينيين القدامي، والتي تقول أن النجوم اللامعة التي تختلف في مظهرها من وقت لآخر تتألق على أمم الصالحين.

## الدرجات
يتألف النيشان من ميدالية يتوسطها نجمة خماسية، ويُمنح نيشان النجم اللامع في تسع درجات، ويسلّم الرئيس التايواني نيشان الدرجة الأولى بنفسه.
| الدرجة                               | شريط الوسام |
| ------------------------------------ | ----------- |
| نيشان النجم اللامع من الدرجة الأولى  |             |
| نيشان النجم اللامع من الدرجة الثانية |             |
| نيشان النجم اللامع من الدرجة الثالثة |             |
| نيشان النجم اللامع من الدرجة الرابعة |             |
| نيشان النجم اللامع من الدرجة الخامسة |             |
| نيشان النجم اللامع من الدرجة السادسة |             |
| نيشان النجم اللامع من الدرجة السابعة |             |
| نيشان النجم اللامع من الدرجة الثامنة |             |
| نيشان النجم اللامع من الدرجة التاسعة |             |

## أبرز الحاصلين على النيشان

### الحاصلون على نيشان النجم اللامع من الدرجة الأولى

#### من مواطنيجمهورية الصين
| التاريخ        | اسم الحاصل على النيشان           | ملاحظات                                                                         |
| -------------- | -------------------------------- | ------------------------------------------------------------------------------- |
| 17 ديسمبر 2015 | باي هسين يونج                    |                                                                                 |
| 17 ديسمبر 2015 | يو جوانجزونج                     |                                                                                 |
| 5 أكتوبر 2012  | تينغ يونغ شوان                   | الأمين العام لمكتب الرئاسة                                                      |
| 24 فبراير 2012 | وو جين لين                       | الأمين العام لمكتب الرئاسة                                                      |
| 17 فبراير 2012 | شون تشن                          | نائب رئيس الوزراء لجمهورية الصين                                                |
| 31 يناير 2011  | لياو ليو يي                      | الأمين العام لمكتب الرئاسة                                                      |
| 9 نوفمبر 2010  | هسي تساي شوان                    |                                                                                 |
| 15 سبتمبر 2009 | بول تشيو                         | نائب رئيس الوزراء لجمهورية الصين                                                |
| 15 سبتمبر 2009 | تشان تشون بو                     | الأمين العام لمكتب الرئاسة                                                      |
| 16 يوليو 2009  | تشيو هونغ دا                     |                                                                                 |
| 7 مايو 2008    | مارك تشن                         | أمين عام ديوان الرئاسة                                                          |
| 20 مايو 2007   | لي جي                            | وزير الدفاع الوطني التايواني                                                    |
| 16 فبراير 2006 | الكاردينال بول شان كو هسي إس جيه | الكاردينال الروم الكاثوليك في تايوان                                            |
| 27 يناير 2006  | وو رونج يي                       | نائب رئيس مجلس الدولة لجمهورية الصين                                            |
| 2 مارس 2005    | سو تسينغ شانغ                    | رئيس اليوان التنفيذي                                                            |
| 2 مارس 2005    | ييه تشو لان                      | نائب رئيس الوزراء لجمهورية الصين                                                |
| 19 مايو 2004   | كانغ نينغ هسيانغ                 | الأمين العام لمجلس الأمن القومي                                                 |
| 19 مايو 2004   | تشيو أيجين                       | الأمين العام لمكتب الرئاسة                                                      |
| 18 مايو 2004   | تانغ ياو مينج                    | وزير الدفاع الوطني                                                              |
| 18 مايو 2004   | لين هسين أي                      | نائب رئيس الوزراء لجمهورية الصين                                                |
| 25 سبتمبر 2003 | لي مينغ ليانغ                    | رئيس قسم الصحة                                                                  |
| 30 يناير 2003  | تشين شيمنغ                       | الأمين العام لمكتب الرئاسة                                                      |
| 4 فبراير 2002  | لاي إن جاو                       | نائب رئيس الوزراء لجمهورية الصين                                                |
| 31 يناير 2002  | يو شيي كون                       | رئيس وزراء جمهورية الصين                                                        |
| 6 سبتمبر 2001  | تشوانغ مينج ياو                  | الأمين العام لمجلس الأمن القومي                                                 |
| 16 مايو 2000   | يين تسونغ ون                     | الأمين العام لمجلس الأمن القومي                                                 |
| 16 مايو 2000   | ليو تشاو شيوان                   | نائب رئيس مجلس الدولة لجمهورية الصين                                            |
| 2000           | لين رونج سان                     |                                                                                 |
| 3 أغسطس 1996   | وو بو شيونغ                      | الأمين العام لمكتب الرئاسة                                                      |
| 27 ديسمبر 1994 | كوه تينغ لي                      | وزير المالية ووزير الشؤون الاقتصادية                                            |
| 16 أبريل 1994  | تشيانغ وي كو                     | الأمين العام لمجلس الأمن القومي                                                 |
| 2 مارس 1993    | تاي يو وو                        | رئيس أكاديمية العلوم                                                            |
| يوليو 1978     | يو كوهوا                         | رئيس وزراء جمهورية الصين                                                        |
| 1961           | جاك ك. ك. تينغ                   | رئيس اللجنة الأولمبية الوطنية الصينية (الآن اللجنة الأولمبية الصينية في تايبيه) |
| 10 أكتوبر 1945 | تشو تشيا هوا                     | نائب رئيس أكاديميا سينيكا                                                       |
| 1944           | تشن لي فو                        | كبير مستشاري الدولة                                                             |
| 1944           | تشانغ تشون                       | رئيس جمهورية الصين                                                              |
| 1 يناير 1944   | تشانغ بولينغ                     | رئيس ومؤسس جامعة نانكاي                                                         |

#### من غير التايوانيين
| التاريخ        | اسم الحاصل على النيشان       | ملاحظات                                                   |
| -------------- | ---------------------------- | --------------------------------------------------------- |
| 1 سبتمبر 2015  | إد رويس (للمرة الثانية)      | رئيس لجنة الشؤون الخارجية بمجلس النواب الأمريكي           |
| 12 يونيو 2017  | رينالدو باريد بيريز          | رئيس مجلس النواب بجمهورية الدومينيكان                     |
| 7 أبريل 2016   | بول فيتزباتريك راسل          | القاصد الرسولي لدى جمهورية الصين                          |
| 15 سبتمبر 2015 | خوان أفارا                   | نائب رئيس باراغواي                                        |
| 15 سبتمبر 2015 | هوغو إيه فيلاسكيز            | رئيس مجلس النواب في باراغواي                              |
| 31 يونيو 2015  | مانويل سلفادور دوس راموس     | وزير الخارجية (ساو تومي وبرينسيبي)                        |
| 31 يونيو 2015  | فريدريك لابلانش              | رئيس المكتب الاقتصادي والتجاري الأوروبي في تايبيه         |
| 26 يوليو 2015  | فيليب كابوا                  | سفير جزر مارشال لدى جمهورية الصين                         |
| 9 يوليو 2015   | كارولين فيرمولين             | مديرة المكتب البلجيكي في تايبيه                           |
| 15 أبريل 2015  | كريستوفر جيه ماروت           | مدير المعهد الأمريكي في تايوان                            |
| 15 أبريل 2015  | كالفين يو                    | الممثل التجاري الرئيسي للمكتب التجاري لسنغافورة في تايبيه |
| 13 مارس 2015   | إد رويس                      | رئيس لجنة الشؤون الخارجية بمجلس النواب الأمريكي           |
| 17 يوليو 2012  | وليام ستانتون                | رئيس المعهد الأمريكي في تايوان                            |
| 11 أكتوبر 2011 | دونالد رامسفيلد              | وزير دفاع الولايات المتحدة الأكريكية السابق               |
| 3 يونيو 2008   | خوليو غييرمو غونزاليس جامارا | رئيس برلمان أمريكا الوسطى                                 |
| 19 مايو 2008   | شينتارو ايشيهارا             | محافظ طوكيو                                               |
| 15 أبريل 2008  | شيكاجي أوجي                  | رئيس مجلس المجالس اليابانية                               |
| 22 نوفمبر 2006 | يوشيرو موري                  | رئيس وزراء اليابان السابق                                 |
| 23 نوفمبر 2004 | فاتسلاف هافيل                | الرئيس السابق لجمهورية التشيك                             |
| مايو 2000      | بير ألمارك                   | لإرساء الديمقراطية في تايوان                              |
| 23 أكتوبر 1969 | ماي ماي جانا                 | مفتش الدولة النيجيري                                      |
| 23 أكتوبر 1969 | مودو زاكارا                  | وزير الاتصالات النيجيري                                   |
| مايو 1960      | آرتشي لوكهيد                 | رئيس شركة التجارة العالمية                                |
| مارس 1948      | رونالد هول                   | أسقف أبرشية هونغ كونغ وماكاو                              |

### الحاصلون على نيشان النجم اللامع من الدرجة الثانية

#### من مواطنيجمهورية الصين
| التاريخ        | اسم الحاصل على النيشان | ملاحظات |
| -------------- | ---------------------- | --- |
| 6 مايو 2016    | شين ليو شون            | سفير جمهورية تايوان في الولايات المتحدة الأمريكية                                                                                       |
| 6 مايو 2016    | ديفيد لين              | وزير الخارجية التايواني |
| 1 مارس 2016    | بروس تشينغ             | لمساهماته طويلة الأجل والبارزة للبلاد فيما يتعلق بتطوير التكنولوجيا والارتقاء الصناعي وتنمية المواهب                                    |
| 14 نوفمبر 2013 | لو تشيه تشيانغ         | نائب الأمين العام للمكتب الرئاسي لجمهورية الصين                                                                                         |
| 2 مايو 2006    | آنج لي                 | لانجازاته المتميزة في مجال الإخراج السينمائي. أعلن المكتب الرئاسي أيضاً عن منح أنغ لي نيشان النجم اللامع من المرتبة الأولى في عام 2013.. |
| 12 يوليو 1975  | فريدريك شين            | نائب وزير ، وزارة الخارجية ، جمهورية أرمينيا.                                                                                           |
| 23 مارس 1966   | يو تانغ دانييل ليو     | مبعوث وزارة الخارجية في جمهورية كوريا.                                                                                                  |

#### من غير التايوانيين
| التاريخ        | اسم الحاصل على النيشان | ملاحظات     |
| -------------- | ---------------------- | ----------- |
| 21 ديسمبر 2015 | ديفيد الكسندر          |             |
| 21 ديسمبر 2015 | إيتيان جورج بيريجارد   |             |
| 21 ديسمبر 2015 | ندريس دياز دي راباغو   |             |
| 21 ديسمبر 2015 | دانيال فريمان          |             |
| 21 ديسمبر 2015 | تيريزا كاستنر          |             |
| 21 ديسمبر 2015 | جيان كارلو ميشيليني    |             |
| 21 ديسمبر 2015 | إيف موال               |             |
| 21 ديسمبر 2015 | بريندان أوكونيل        |             |
| 21 ديسمبر 2015 | أنطوان بييرو           |             |
| 21 ديسمبر 2015 | جيوفاني ريز            |             |
| 21 ديسمبر 2015 | روز جوانيلفا           |             |
| 21 ديسمبر 2015 | ميلينكا شنيتزر         |             |
| 17 سبتمبر 1988 | ألبرت ألين سيلي        |             |
| 21 ديسمبر 2015 | ميلينكا شنيتزر         |             |
| 1970           | تا تشونغ ليو           | عالم اقتصاد |
| 1961           | توماس جابرييل دوكي     |             |